# Ландшафтне насадження дуба
Ландшафтне насадження дуба — ботанічна пам'ятка природи місцевого значення в Україні. Розташована в межах міста Черкаси, при вулиці Дахнівській (неподалік від Черкаської обласної лікарні). 
Площа 10,9 га. Статус надано згідно з рішенням Черкаського облвиконкому від 27.06.1972 року № 367. Перебуває у віданні Соснівського райвідділу ЖКГ. 
Статус надано з метою збереження насаджень дуба звичайного. Пам'ятка природи є частиною зеленої зони міста і може служити як лісонасіннєва база. 

## Галерея

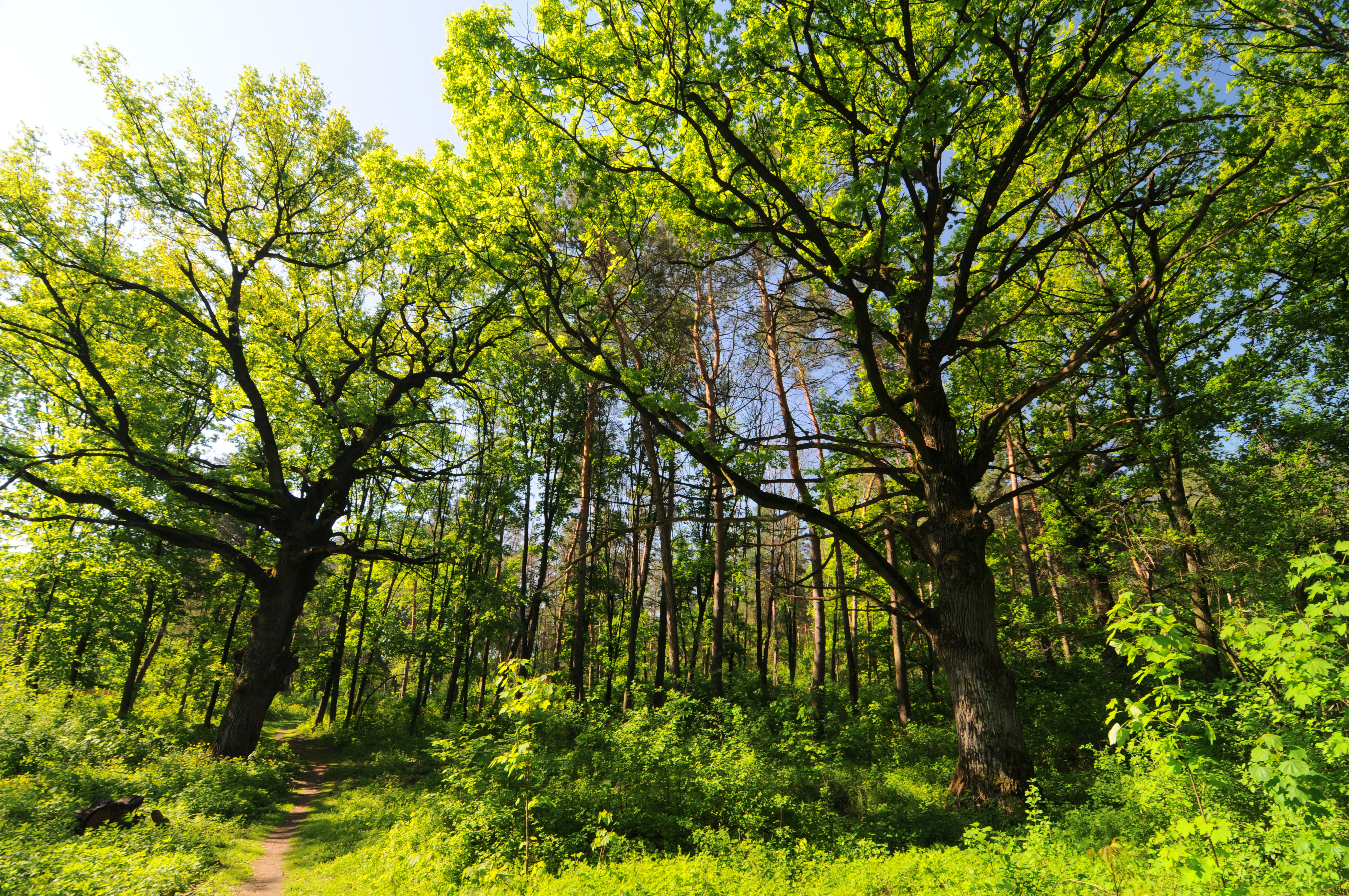
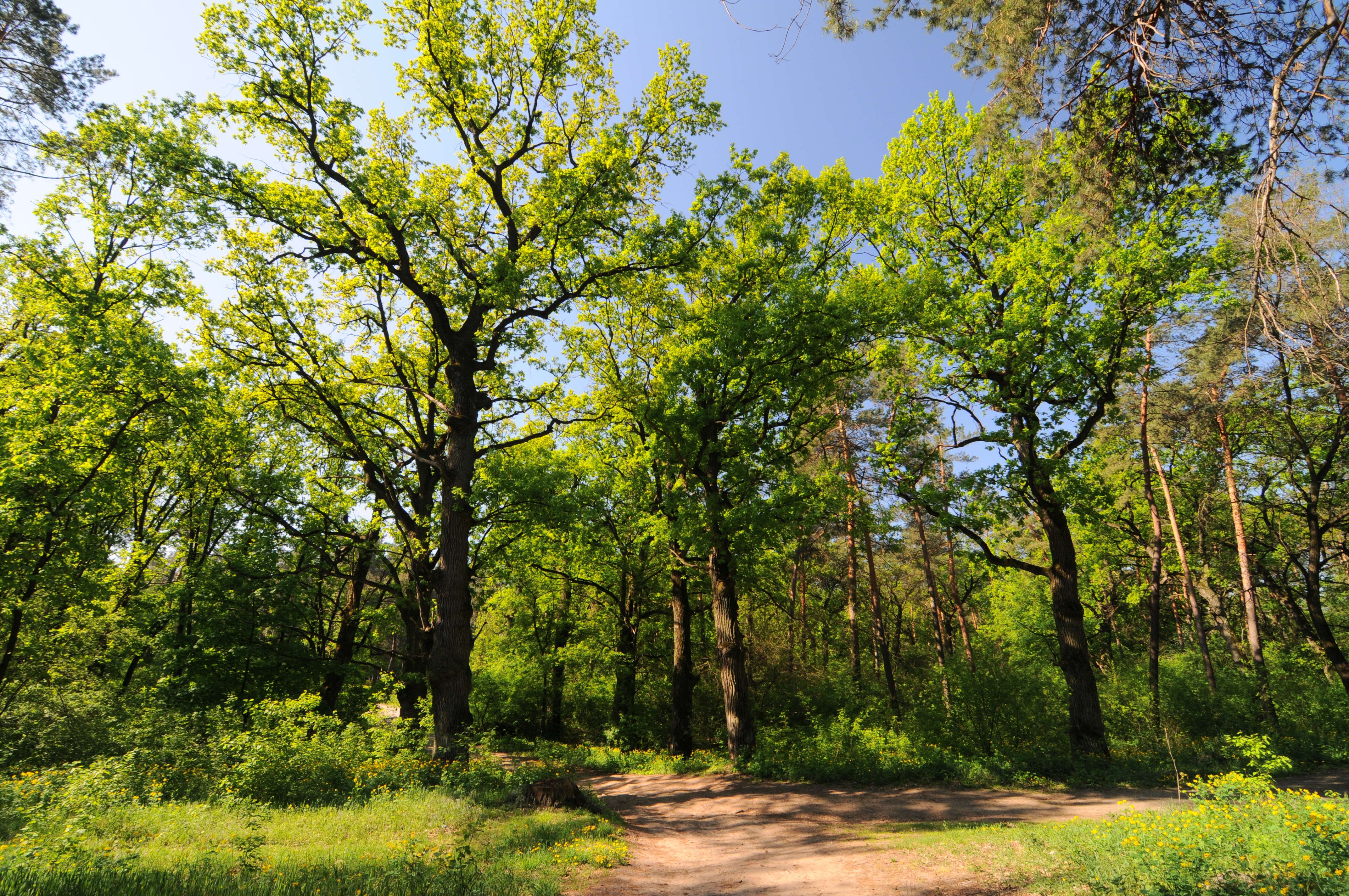
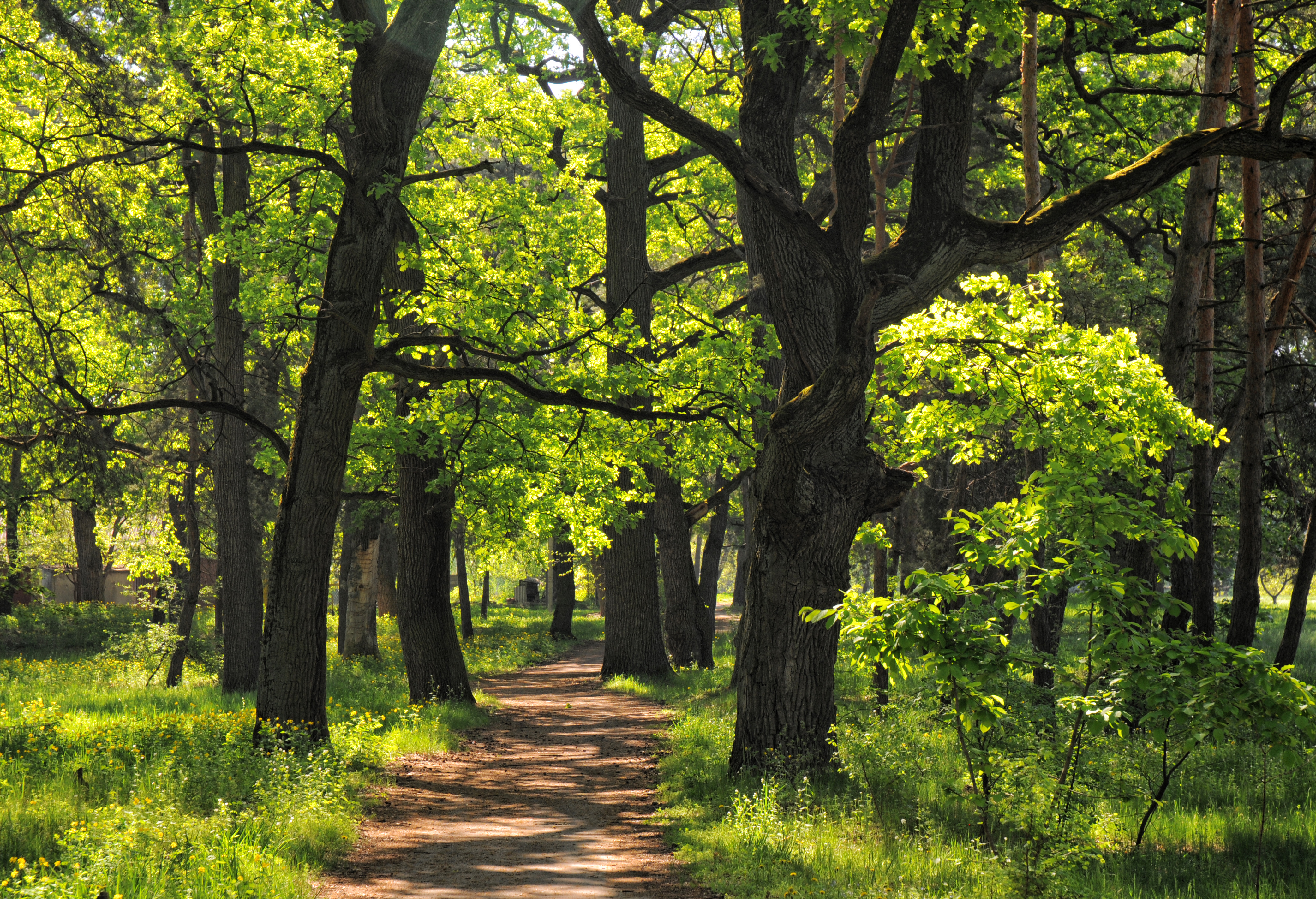